# Quarto Centenário
Quarto Centenário ist ein brasilianisches Munizip im Westen des Bundesstaats Paraná. Es hat 4.201 Einwohner (2022), die sich Quarto-Centenarienser nennen. Seine Fläche beträgt 322 km². Es liegt 495 Meter über dem Meeresspiegel.

## Etymologie
Der erste Name des Dorfes war Barro Branco (deutsch: Weißer Lehm), in Anlehnung an die Bodenbeschaffenheit. Dann wurde es in Gato Preto (Schwarze Katze) nach dem Besitzer der ersten Bar umbenannt, der als Gato Preto bekannt war, ein starker schwarzer Mann, der von allen gefürchtet wurde. Erst später, zu Ehren des 400. Jahrestages der Gründung des Staates São Paulo, erhielt der Ort seinen heutigen Namen Quarto Centenário (deutsch: Vierhundertster Jahrestag). Den Namen hatte die Familie des Gründers des Dorfes, Casemiro Gonçalves Moleiro, ausgesucht.

## Geschichte

### Besiedlung
Die Kolonisierung begann 1953. Der Erste, der den Boden des Ortes betrat, war Vital Jacinto de Souza, der mit seiner Frau und zwölf Kindern aus Florestópolis kam. Schon bald ließen sich weitere Familien nieder, zum Beispiel João Gonçalves Mendes, Amário Soares da Cunha, João Ambrósio da Silva, Reinaldo Krachinski oder Jeová Abílio Ramos. An den Flüssen Água Bela, Comissário, Piquiri, Caracol, Ribeirão dos Dez, Água Ronco Feio, Água do Caeté und Rio Jacutinga bahnten sich Menschen aus São Paulo, Minas Gerais und anderen Regionen Brasiliens mit Macheten Wege durch den Urwald und konzentrierten sich an den Flüssen. Sie fällten einen Teil des Waldes und errichteten ihre ersten Behausungen aus eigenem Holz, Lianen und Palmenblättern, die ihnen die großzügige Natur als Rohmaterial bot.
Die ersten Minzkulturen stammen aus den späten 1950er Jahren, als die Destillation des in Fässern gedämpften Öls durch die Destillierapparate der Besitzer aus anderen Regionen Paranas begann.
Die Region war sehr wildreich und es gab eine Vielzahl von Vögeln und Tieren: Ozelot, Wildschwein, Wildkatze, Quati, Wasserschwein, Igel, Tapir, Gürteltier, Agouti, Tauben, Krickenten, Nambus, João de Barro, Wachtel oder Amsel. Die kristallklaren Flüsse boten eine große Vielfalt an Fischen wie Wels, Traíra, Cascudo, Lambari und andere kleinere Fische, die Teil der Ernährung waren. Das saubere Wasser der Flüsse wurde zum Trinken und für die Erledigung aller häuslichen Arbeiten verwendet.
Mit dem Wachstum der Siedlung wurden auch Brunnen gebohrt und Generatoren für die Beleuchtung betrieben. Die damaligen Transportmittel waren das Pferd, der Ochsenkarren, der Jeep und der Lastwagen.
Es war ein Ort mit fruchtbarer Pflanzenwelt, an dem auch Hartholz gefunden wurde. Anfang der 1960er Jahre gründete eine Familie aus São Paulo ein Sägewerk. Sein Besitzer wurde von einem Angestellten enthauptet. Später gehörte es Santo Antônio Gasparoto und seiner Familie.
Die ersten Gottesdienste fanden mit Taufen und Hochzeiten statt, die von einem Priester aus Campo Mourão und später von Pater José Sauer aus Goioerê zelebriert wurden. Pater José bekehrte Banditen und verwandelte sie in friedliche und ordentliche Menschen. Er reiste monatelang auf Pferden durch den Dschungel, durchquerte gefährliche Orte, trotzte Qualen, Fieber, Sonne und Regen in Ausübung seiner Pflicht und brachte jedem ein Wort des Trostes, des Glaubens und des Mutes. Als Schutzpatronin des Ortes wurde Unsere Liebe Frau von Fatima gewählt, die Pfarrkirche wurde Ende der 1970er Jahre errichtet. Das Bildnis der Schutzpatronin wurde von den dort ansässigen Portugiesen gestiftet.
In den 1970er Jahren kam es in der Region zu starker Zuwanderung. Der ländliche Bereich wurde besiedelt. Ab 1970 erfuhr die Entwicklung des Ortes einen nennenswerten Aufschwung: die Eröffnung der ersten Verbindungsstraße zu anderen Dörfern. Das erste Fahrzeug, das auf die neueröffneten Straße fuhr, war ein Ford Pick-up einer portugiesischen Familie. In dieser Zeit wurde die erste staatliche Schule gebaut und die Arztpraxis, eine Tankstelle, ein Lagerhaus und andere Geschäfte eingerichtet.

### Erhebung zum Munizip
Quarto Centenário wurde durch das Staatsgesetz Nr. 9.959 vom 29. April 1992 aus Goioerê ausgegliedert und in den Rang eines Munizips erhoben. Es wurde am 1. Januar 1997 als Munizip installiert.

## Geografie

### Fläche und Lage
Quarto Centenário liegt auf dem Terceiro Planalto Paranaense (der Dritten oder Guarapuava-Hochebene von Paraná). Seine Fläche beträgt 322 km². Es liegt auf einer Höhe von 495 Metern.

### Vegetation
Das Biom von Quarto Centenário ist Mata Atlântica.

### Klima
Das Klima ist gemäßigt warm. Es werden hohe Niederschlagsmengen verzeichnet (1796 mm pro Jahr). Im Jahresdurchschnitt liegt die Temperatur bei 22,0 °C. Die Klimaklassifikation nach Köppen und Geiger lautet Cfa.

### Gewässer

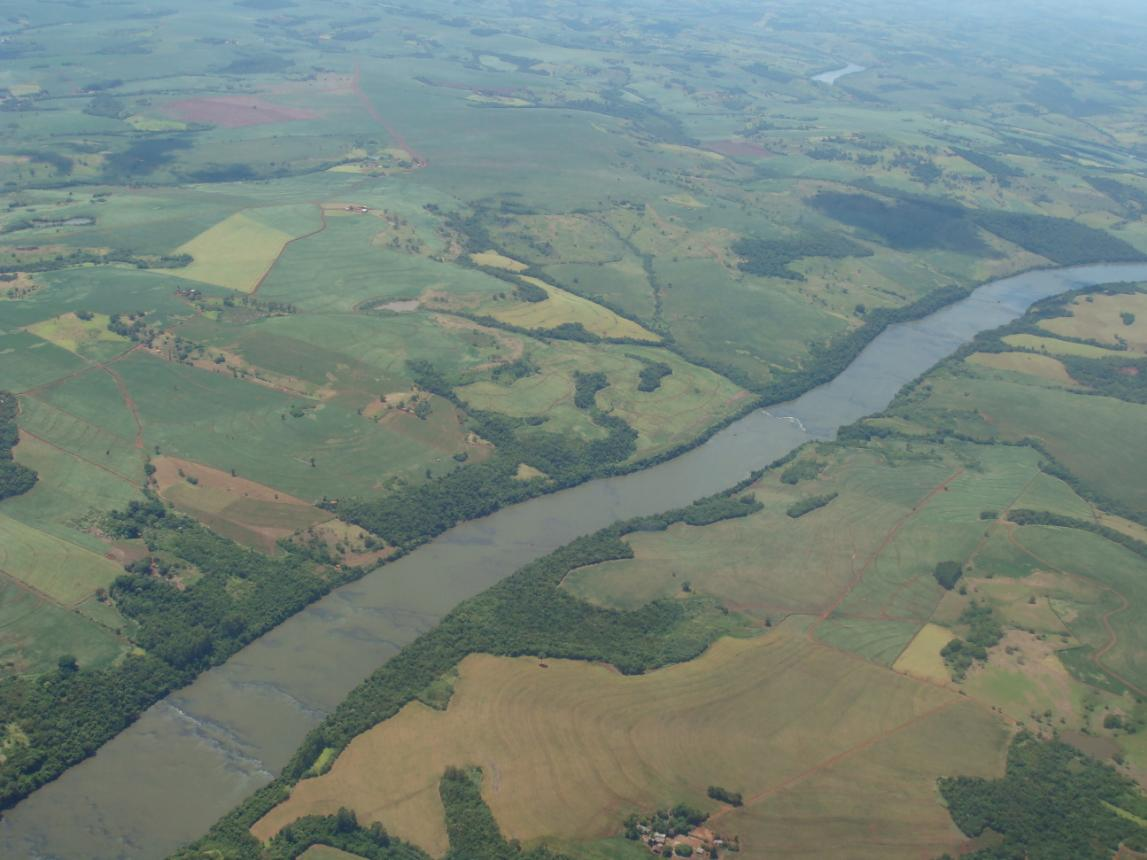
Der Piquiri bei Quarto Centenário

Quarto Centenário liegt im Einzugsgebiet des Rio Piquiri, der das Munizip im Westen begrenzt. Sein rechter Nebenfluss Rio Comissário bildet die südliche Grenze des Munizips. Zu ihm fließt der Rio Barreiro im Süden des Munizips. Der Rio Caracol fließt ein kurzes Stück auf der südlichen Grenze und durchquert dann das Innere des Munizips bis zu seiner Mündung in den Piquiri. Der Córrego Agua Bela fließt auf der nördlichen Grenze.

### Straßen
Quarto Centenário ist über die PR-180 im Norden mit Goioerê und Nova Aurora im Süden verbunden. Über die PR-317 kommt man im Westen nach Assis Chateaubriand.

### Nachbarmunizipien
|                  | Goioerê                                     |                       |
| Formosa do Oeste | Kompassrose, die auf Nachbargemeinden zeigt | Rancho Alegre d’Oeste |
| Nova Aurora      | Ubiratã                                     |                       |

## Stadtverwaltung
Bürgermeister: Wilson Akio Abe, PSD (2021–2024)
Vizebürgermeister: Luis Antonio de Almeida, MDB (2021–2024)

## Demografie

### Bevölkerungsentwicklung
| Jahr | Einwohner | Stadt | Land |
| ---- | --------- | ----- | ---- |
| 2000 | 5.333     | 50 %  | 50 % |
| 2010 | 4.856     | 60 %  | 40 % |
| 2022 | 4.201     |       |      |

Quelle: IBGE, bis 2010: Volkszählungen und Volkszählung 2022

### Ethnische Zusammensetzung
| Gruppe * | 2000    | 2010    | wer sich als …                                                                   |
| --- | ------- | ------- | -------------------------------------------------------------------------------- |
| Weiße | 62,6 %  | 45,9 %  | weiß bezeichnet                                                                  |
| Schwarze | 5,8 %   | 3,9 %   | schwarz bezeichnet                                                               |
| Gelbe | 0,2 %   | 0,9 %   | von fernöstlicher Herkunft wie japanisch, chinesisch, koreanisch etc. bezeichnet |
| Braune | 31,2 %  | 49,4 %  | braun oder als Mischung aus mehreren Gruppen bezeichnet                          |
| Indigene | 0,2 %   | 0,0 %   | Ureinwohner oder Indio bezeichnet                                                |
| ohne Angabe | 0,0 %   | 0,0 %   |                                                                                  |
| Gesamt | 100,0 % | 100,0 % |                                                                                  |
| *) Anmerkung: Das IBGE verwendet für Volkszählungen ausschließlich diese fünf Gruppen. Es verzichtet bewusst auf Erläuterungen. Die Zugehörigkeit wird vom Einwohner selbst festgelegt. |         |         |                                                                                  |

Quelle: IBGE (Stand: 1991, 2000 und 2010)

## Wirtschaft

### Kennzahlen
Mit einem Bruttoinlandsprodukt pro Einwohner von 48.439,37 R$ (rund 10.800 €) lag Quarto Centenário 2019 an 38. Stelle der 399 Munizipien Paranás.
Sein hoher Index der menschlichen Entwicklung von 0,710 (2010) setzte es auf den 175. Platz der paranaischen Munizipien.